# Hans Friedrich Sohns
Friedrich Karl Hans „Hansfritz“ Sohns (* 15. September 1907 in Illingen; † 10. Mai 1990 in Moers) war ein deutscher politischer Funktionär (NSDAP), SS-Sturmbannführer und verurteilter Kriegsverbrecher. Sohns wurde 1969 wegen seiner Beihilfe zum Mord im Zuge der Teilnahme der Erschießung von Zwangsarbeitern in der Ukraine 1943/1944 zu einer viereinhalbjährigen Haftstrafe verurteilt.

## Leben und Tätigkeit
Sohns wurde 1907 als Sohn des damaligen Bürgermeisters von Völklingen Friedrich Sohns geboren. Sein Vater wurde 1919 von der französischen Besatzungsmacht wegen angeblicher Kriegsverbrechen verhaftet und nahm sich im August 1919 im französischen Militärgefängnis Saarbrücken das Leben. Sohns Mutter wurde mit ihren Kindern daraufhin aus dem Saargebiet ausgewiesen. Nach dem Real- und Oberrealschulbesuch in Wiesbaden, Bad Pyrmont und zuletzt in München legte er im Frühjahr 1927 in München die Reifeprüfung ab. Anschließend studierte er dort und in Greifswald Rechtswissenschaft und bestand im Frühjahr 1931 in München die 1. Juristische Staatsprüfung. Sodann trat er den juristischen Vorbereitungsdienst beim Amtsgericht München an.
Zu Beginn der 1920er Jahre trat Sohns den deutschnationalen Jugendbünden bei. Im Dezember 1922 trat Sohns dann in die neu aufgestellte 20. Hundertschaft der Münchener SA unter Edmund Heines ein. Mit der SA nahm er 1923 auch am gescheiterten Hitler-Putsch teil. Am 1. Juli 1925 trat Sohns in die neugegründete NSDAP ein (Mitgliedsnummer 10.820). Von 1930 an trat er für die nationalsozialistische Bewegung zuerst als Gauredner und später ab Februar 1931 bis zur Machtübernahme 1933 als Reichsredner auf.
Seinen juristischen Vorbereitungsdienst musste er nach einer Verurteilung zu einer dreiwöchigen Strafe abbrechen. Er wurde dann ehrenamtlicher Mitarbeiter in der obersten SA-Führung und ab November 1931 hauptamtlich in den Dienst der NSDAP übernommen.
Nach einer kurzen untergeordneten Funktion als Pressereferent in der Hilfskasse der SA unter Martin Bormann wurde er zunächst Leiter der Abteilung Presse und Propaganda des wirtschaftspolitischen Amtes der Reichsleitung der NSDAP. Seit 1933 war Sohns im Rang eines Reichsamtsleiters des Hauptamtes für Handwerk und Handel der NSDAP Stellvertreter von Theodor von Renteln und war zugleich Schulungsreferent im Institut für angewandte Wirtschaftswissenschaften in Berlin.
Im Januar 1935 trat Sohns in die Schutzstaffel (SS) ein (SS-Nr. 107.396) und war seitdem auch ehrenamtlicher Mitarbeiter im Sicherheitsdienst des Reichsführers SS (SD), dem Nachrichtendienst der SS. In der SS wurde Sohns nacheinander zum SS-Scharführer (15. Januar 1935), SS-Oberscharführer (9. November 1935), Hauptscharführer (1. Juli 1936), Untersturmführer (9. November 1936), Obersturmführer (1. Juli 1939), Hauptsturmführer (30. Juli 1940) und SS-Sturmbannführer (20. April 1943) befördert.
Im November 1937 ernannte der Evangelische Oberkirchenrat in Berlin Sohns zum Vorsitzenden der Finanzabteilung der Evangelischen Kirche der Rheinprovinz. In dieser Stellung war er dafür zuständig, die streitenden Parteien des Kirchenkampfes (zumal die Bekennende Kirche) niederzuhalten.
Vom 21. September 1938 bis zum 22. Oktober 1938 wurde er allerdings in der Sudetenkrise als Wehrmachtsreservist kurzfristig als Kraftfahrer in einer Armeenachrichtenabteilung eingesetzt.

### Zweiter Weltkrieg
Bei Beginn des Zweiten Weltkrieges meldete er sich in derselben Wehrmachtseinheit zurück, wurde jedoch nicht einberufen. Anschließend ersuchte er am 2. Januar 1940 um Einberufung zur Waffen-SS, ließ sich zunächst zum SD-Oberabschnitt Süd abstellen und wurde Ende Februar 1940 für ein Jahr zur Waffen-SS eingezogen. Dort schied er im März 1941 als Oberscharführer unter gleichzeitiger Ernennung zum Führeranwärter aus und wurde dem inzwischen neuorganisierten SD-Leitabschnitt München, jetzt als Leiter der SD-Hauptaußenstelle München, zur Verfügung gestellt.
Später wurde Sohns als Funktionär in Osteuropa eingesetzt: Beim Leiter des Generalbezirks Litauen, seinem früheren Vorgesetzten Theodor von Renteln, war Sohns als Hauptabteilungsleiter bis Ende 1943 eingesetzt. In dieser Stellung bearbeitete er personelle Angelegenheiten, Haushalts- und Rechnungswesen, Verpflegungs- und Unterkunftbelange.
Von Februar bis Juli 1942 war Sohns dann für den SD reaktiviert worden. Nach einem etwa vierwöchigen Ausbildungsaufenthalt im Amt III des RSHA war zunächst mit einem Sonderauftrag in den Osten zur Einsatzgruppe C abgeordnet. Vom Juli 1943 bis Februar 1944 beim BdS Ukraine eingesetzt als Leiter des Sonderkommandos 1005a, das die Spuren von Massenerschießungen durch die Einsatzgruppen zu beseitigen hatte. Zu diesem Zweck wurden Massengräber geöffnet und die dort beigesetzten Opfer verbrannt, um die Spuren der begangenen Verbrechen zu beseitigen. Sohns Kommando war v. a. mit „Enterdungen“ im Südabschnitt der Ostfront beauftragt, insbesondere die Beseitigung von Opfern des Massakers von Babi Jar. Viele der dort meist jüdischen Zwangsarbeiter wurden anschließend auf Befehl von Sohns exekutiert.
Durch Verfügung des RSHA vom 18. März 1944 wurde die Abordnung zum BdS Ukraine aufgehoben, weil Sohns an einer schweren ruhrähnlichen Erkrankung litt. Nach seiner Genesung wurde er als Leiter der Abteilung III D (Wirtschaft) beim SD-Abschnitt Braunschweig eingesetzt.

### Nachkriegszeit
Nach dem Ende des Zweiten Weltkriegs wurde Sohns von den Alliierten verhaftet und bis 1948 in Internierungshaft gehalten. Am 19. Mai 1948 wurde er durch Urteil des Spruchgerichts Benefeld-Bomlitz wegen Zugehörigkeit zur SS und zum SD zu zwei Jahren und zehn Monaten Gefängnis verurteilt. Nach der Entlassung versuchte sich er zunächst bei den Amerikanern als Übersetzer und als Autoverkäufer. Er wohnte unter anderem in Frankfurt am Main, Kaiserslautern und Trier. Nach vorübergehender Arbeitslosigkeit fand er 1961 in Stuttgart schließlich eine Beschäftigung als Lagerist.
Am 13. März 1969 wurde er vom Landgericht Stuttgart wegen Beihilfe zum Mord an mindestens 280 Menschen in Babyn Jar bei Kiew und weiteren Orten zu viereinhalb Jahren Zuchthaus verurteilt. Am 17. August 1971 wurde das Urteil vom Bundesgerichtshof bestätigt. Bis Ende 1974 verbüßte Sohns seine Haft in der Festung Hohenasperg.

## Familie
Sohns war seit 1932 verheiratet und hatte sechs Kinder.

## Schriften
- Trutz, Bruder Tod. Blätter um Ulrich Hutten, 1931.
- Kampf und Aufstieg des Nationalsozialismus zum Dritten Reich, 1934.
- Um die Freiheit der deutschen Arbeit, 1938.